# Norra Kyrketorps distrikt
Norra Kyrketorps distrikt är ett distrikt i Skövde kommun och Västra Götalands län. 
Distriktet ligger söder om Skövde. 

## Tidigare administrativ tillhörighet
Distriktet inrättades 2016 och utgörs av socknen Norra Kyrketorp i Skövde kommun.
Området motsvarar den omfattning Norra Kyrketorps församling hade vid årsskiftet 1999/2000.